# Bezirksamt Volkach
Das Bezirksamt Volkach war von 1862 bis 1872 ein Verwaltungsbezirk in Unterfranken im Königreich Bayern. Die bayerischen Bezirksämter waren hinsichtlich ihrer Funktion und Größe vergleichbar mit einem Landkreis.

## Fläche und Bevölkerung
Das Bezirksamt umfasste eine Fläche von 268 km² und hatte im Jahre 1867 23.494 Einwohner.

## Geschichte
Das Bezirksamt Volkach wurde im Rahmen der bayerischen Verwaltungsreform von 1862 aus den Landgerichten älterer Ordnung Volkach und Dettelbach gebildet. Der Sitz des Bezirksamts war in Volkach, das heute zum Landkreis Kitzingen gehört. Bereits mit Ablauf des 30. September 1872 wurde das Bezirksamt wieder aufgelöst. Die Gemeinden des Amtsgerichts Volkach kamen zum Bezirksamt Gerolzhofen und die Gemeinden des Amtsgerichts Dettelbach zum Bezirksamt Kitzingen.

## Gemeinden
Amtsgericht Volkach
| - Astheim - Dimbach - Düllstadt - Eichfeld - Escherndorf - Fahr - Gaibach - Gernach - Järkendorf | - Köhler - Kolitzheim - Krautheim - Laub - Lindach - Nordheim am Main - Obereisenheim, Markt - Obervolkach - Reupelsdorf | - Rimbach - Sommerach - Stadelschwarzach - Stammheim - Untereisenheim - Volkach, Stadt - Zeilitzheim |

Amtsgericht Dettelbach
| - Albertshofen - Bibergau - Brück - Dettelbach, Markt - Dipbach - Effeldorf - Euerfeld | - Gerlachshausen - Hörblach - Mainsondheim - Mainstockheim - Münsterschwarzach - Neuses am Berg - Neusetz | - Oberpleichfeld - Prosselsheim - Püssensheim - Schernau - Schnepfenbach - Schwarzenau - Stadtschwarzach, Markt |